# Nanyumbu (Bezirk)
Nanyumbu ist ein Verwaltungsbezirk (englisch Ward) des Distrikts Nanyumbu in der tansanischen Region Mtwara.

## Geografie
Nanyumbu liegt im Südosten von Tansania etwa 200 Kilometer Luftlinie südwestlich der Regionshauptstadt Mtwara. Der größte Fluss ist der Rovuma, der die Grenze im Süden bildet. Der Bezirk grenzt im Norden an Nangomba, im Nordosten an Maratani, im Osten an Mkonona, im Süden an Mosambik, im Südwesten an Masuguru und im Nordwesten an Chipuputa. Bei der Volkszählung 2022 lebten 13.654 Menschen in 4067 Haushalten auf einer Fläche von 544 Quadratkilometern.

## Gliederung
Der Bezirk besteht aus acht Gemeinden (Mtaa) mit 46 Orten (Kitongoji):
| Nanyumbu - Elimu - Madukani - Mdenga - Namalombe - Mahakamani | Chungu - Ghalani - Elimu - Pachani - Lihangu - Namatunu | Chitowe - Azimio - Mehiru - Mbuyuni - Mnazimoja - Elimu - Sauti - Msasani - Mlimani | Maneme - Mwera - Kivukoni - Elimu - Ziwani - Mnazimmoja | Mtawatawa - Kilimani - Kanisani - Madina - Elimu - Mbangala | Nanderu - Amani - Mkuti - Songea - Elimu - Ngonji - Umoja - Mwongozo - Kilimanihewa | Mkuula - Mkuula - Mnawa - Mbangwe - Lichinga - Chikotwa | Makanya - Lindi - Mtwara - Elimu - Chipanga - Chiungutwa |

## Infrastruktur
- Bildung: Die Nanyumbu Secondary School ist eine staatliche weiterführende Schule. Sie bildet Tagesschüler bis zur 4. Stufe aus.[7]
- Gesundheit: Im Bezirk liegt ein staatliches Gesundheitszentrum.[8] Außerdem gibt es in der Gemeinde Chitowe eine staatliche Apotheke.[9]